# Roccagorga
Roccagorga és un comune (municipi) de la província de Latina, a la regió italiana del Laci, situat a uns 70 km al sud-est de Roma i a uns 20 km al nord-est de Latina.
Roccagorga limita amb els següents municipis: Carpineto Romano, Maenza, Priverno i Sezze.
A 1 de gener de 2019 tenia 4.358 habitants.

## Geografia física
El terreny és principalment accidentat i muntanyós, amb un sòl ric en calci. Això ajuda a subministrar aigua a la zona durant tot l'any. El clima és mediterrani, amb estius secs i càlids i hiverns suaus i humits. L'agricultura de la zona se centra en el cultiu d'olives, afavorida pel clima mediterrani, el sòl calcari i l'exposició al sud de les muntanyes.

## Història
Roccagorga es troba al Monte Nero, un turó al sud dels monts Lepins (Monti Lepini). Els seus orígens es remunten a les conseqüències de la destrucció de Privernum l'any 796 dC, tot i que no va ser fins a l'edat mitjana que es va començar a desenvolupar al segon cim de Gorga, al voltant de l'antic castell. Porta el nom de la matrona Gorga que, segons la llegenda, es va instal·lar al Monte Nero juntament amb els refugiats privernats.

## Llocs d'interès
- Ermita de Sant Erasme (Sant'Erasmo).
- Museu ètnic dels Monts Lepins.
- Església de Sant Leonard i Sant Erasme (Leonardo ed Erasmo).
- Palau Baronial.